# Леладзісеулі
Леладзісеулі (груз. ლელაძისეული) — село в Грузії.
За даними перепису населення 2014 року в селі проживає 161 особи.